# Арну, Адриан
Адриа́н Арну́нсио Бакери́н (исп. Adrián Arnuncio Baquerín), более известный как Адриа́н Арну́ или просто Арну́ (исп. Adrián Arnu; родился 4 марта 2007) — испанский футболист, нападающий клуба «Реал Вальядолид».

## Клубная карьера
Уроженец Паленсии, Арну начал футбольную карьеру в юношеской команде «Сан Хуанильо», а в 2017 году присоединился к академии клуба «Реал Вальядолид». 17 сентября 2023 года дебютировал за резервную команду «Вальядолида» в матче против резервной команды «Реал Овьедо», выйдя на замену на 74-й минуте и забив победный гол пять минут спустя. 11 мая 2024 года Арну дебютировал в основном составе «Вальядолида» в матче Сегунды против «Эспаньола». 20 декабря 2024 года дебютировал в Ла Лиге, выйдя на замену в матче против «Жироны».

## Карьера в сборной
Выступал за сборные Испании до 17 и до 18 лет.
В мае и июне 2024 года в составе сборной Испании до 17 лет сыграл на юношеском чемпионате Европы на Кипре, забив гол в матче против сборной Англии.